# El cielo no es el límite
El cielo no es el límite es un libro escrito por el astrofísico estadounidense Neil deGrasse Tyson y publicado en el año 2000.

## Reseña
En este libro Tyson describe la búsqueda del conocimiento en el contexto de su propia historia personal, narrando los encantadores recuerdos de su infancia y el descubrimiento de su pasión por la astronomía; su esfuerzo para realizar su sueño de convertirse en astrofísico; hasta los sutiles pero perniciosos prejuicios que él y otros científicos afroamericanos deben lidiar debido a los estereotipos raciales de la sociedad y finalmente sobre sus planes para la reapertura del planetario Hayden.
Tyson rinde tributo a los profesores claves durante su carrera y sus mentores que reconocieron su interés y capacidad y le ayudaron. Durante el texto intercala opiniones personales con pensamientos sobre el conocimiento científico general de la población, los cuidadosos procesos de la ciencia y su representación en los medios de comunicación. 
Además hace mención a la posibilidad de que un meteorito alcance la Tierra, la importancia de la investigación científica y la naturaleza del universo